# Wilhelm Argauer
Wilhelm Argauer (auch: Wilhelm Aargauer; * 1863 in Wien; † 28. Februar 1904 in Wien) war ein österreichisch-deutscher Kapellmeister, Musikpädagoge und Komponist.

## Leben
Wilhelm Argauer stammte aus einer Familie aus Währing. Er studierte am Wiener Konservatorium. 1876 erhielt er im Alter von 13 Jahren am Konservatorium seinen ersten Schüler zugeteilt, dem er innerhalb von acht Monaten die Fähigkeiten vermittelte die Aufnahmeprüfung des Konservatoriums mit schönem Erfolge abzulegen. 1878 war er Orchestermitglied in der Josefstadt und kam dann als Flötist in die Kapelle des Barons Nathaniel Meyer von Rothschild und ging mit dieser auf Konzerttournee nach London. Dort spielten sie vor Königin Victoria von Großbritannien und Irland. 1880 bis 1884 leitete er selbst die Kapelle. 1884 wurde er Kapellmeister am Theater in der Josefstadt. 1887 bis 1888 war er Chormeister des Döblinger Männergesangvereins. Am 5. März 1888 veranstaltete der Döblinger Männergesangverein unter der Leitung Argauers den ersten satzungsmäßigen Liederabend im Casino Zögernitz. Es war Argauers Debüt mit den Döblingern. Am 18. April 1888 wurde die Posse Wo ist der Frack ? im Fürsttheater im k. k. Prater uraufgeführt, wo sie bis zum 10. Mai nahezu täglich auf dem Spielplan stand. Am 12. Juli 1888 veranstaltete der Döblinger Männergesangverein unter Argauers Leitung einen Sommerliederabend im Garten des Casino Zögernitz. In der Hauptversammlung des Döblinger Männergesangvereins am 5. Januar 1888 wurde Argauer als Chormeister bestätigt. Am 16. März und am 12. Mai 1889 veranstaltete er mit dem Döblinger Männergesangverein zwei weitere satzungsgemäße Liederabende. Ab 1889 war er sechs Jahre lang Zweiter Kapellmeister am Deutschen Volkstheater. Argauer wurde Inhaber einer Musikschule. Am 14. Februar 1902 wurde der Wiener Volks-Symphonie-Orchester-Verein gegründet, bei welchem Argauer Gründungsmitglied war. Er wurde Kapellmeister des Orchesters und leitete neben weiteren Konzerten die vier ordentlichen Concerte der ersten Konzertsaison. Am 25. Oktober 1902 leitete er im Zögernitz-Kasino in Döbling in Wien das erste Konzert. Auf dem Programm standen unter anderem Patrie, Ouvertüre dramatique, von Georges Bizet, das 1. Violinkonzert g-moll von Max Bruch mit dem Solisten, dem Konzertmeister des Orchesters Alfred Schotter, die in der damaligen Zählweise 2. Sinfonie Josef Haydns, die Ouvertüre zu Die Fledermaus von Johan Strauss und der Walzer Seide und Samt aus der Operette Der Fremdenlegionär von Carl Michael Ziehrer. Es folgten am 4. Dezember 1902 das zweite und am 8. Januar das dritte Konzert. Am 12. März 1903 folgte das vierte Konzert der Konzertreihe unter seiner Leitung. Er starb am 28. Februar 1904 nach einer Operation in einer Wiener Heilanstalt. Das Wiener Volksblatt gab als Todesursache Blutzersetzung an.

## Werke (Auswahl)
- Wo ist der Frack ? Posse mit Gesang in drei Akten und sechs Bildern. Text: Friedrich Rotter: Uraufführung: 18. April 1888 im Fürsttheater im k. k. Prater. 1. Bild: Herrn Schwartl’s Frack. 2. Bild: Der Frack in der Schneiderwerkstätte. 3. Bild: Der Frack im Theater. 4. Bild: Der Frack im Arrest. 5. Bild: Der Frack beim picksüßen Hölzl. 6. Bild: Wo ist der Frack ?[21]
  - Besetzung der Uraufführung: Sebastian Schwartl (Brandstätter), Natalie, seine zweite Frau (Lerach), Sofie, seine Tochter (Karlsburg), Theodor Schmoll, Jurist (Stieff), Jakob, vormals Aufhackknecht, jetzt Diener (Kräuser), Caroline, Stubenmädchen (Angeli), Pamstig, Hausmeister (Müller), Nelly, seine Tochter (Wellean), Sticherl, Schneidermeister (Weißmüller), Pepi, seine Tochter (Maier), Chrisostomus Dünn (Fiala), Natzl (Lehrbube Hell), Baron Augustin Knickerich (Erl), Agamemnon Nullerl (Bauer), Freiherr von Schönthal (Tragan), Rosenblatt, Börsianer (Groß), Strenge, Regisseur (Romani), Wichtig (Schauer), Jaques, Friseurgehilfe (Becker), Brösicke, Vagabund (Schöntag), Mischler, Heurigenschänker (Janda), Sali, seine Tochter (Weiß), Pepi (Maier), Cordula (Langhof), Clothide (Ott), Julie (Lupetina)[22]
- Wien, wie es liebt und lebt, Posse in drei Akten, Text: P. Krenn und F. Schamberg, aufgeführt am 2. Juni 1893 im Königlichen Theater am Gärtnerplatz in München[23]
- Concert-Walzer in E für Klavier. op. 151, publiziert bei Doblinger, 1895[24]
- O du Chineser. Posse mit Gesang in vier Bildern. Text: Friedrich Rotter. Das Jantsch-Theater im Wiener Prater eröffnete am 2. Mai 1896 seine Saison mit der Aufführung des Stücks. Musikalischer Leiter der Aufführung war Capellmeister James Clement aus München.[25] In einer Vorankündigung schreibt das Deutsche Volksblatt vom 29. April 1896, Argauer habe eine sehr nette Musik hierzu geschrieben.[26][27]
- Die fesche Pepi. Posse mit Gesang in drei Akten. Text: Leopold Krenn, Cal Lindau. Die erste Aufführung fand am 23. Januar 1897 im Theater an der Wien statt.[28][Digitalisat 1][29][30]
  - Rollen: Tobias Zangl; Amalie Krautwurst; Josefine Weißmeier; Marie Weißmeier; Blasius Hopfer; Sebastian Würzl; Prokop von Sobotka; Wenzel von Sobotka; Binder, Tapezierer; Leonie von Zippel; Egidius, Bedienter; Resi, Stubenmädchen; Kathi, Köchin.
  - Rezension im Neuen Wiener Journal vom 24. Januar 1897: Der Rezensent schreibt, die Posse sei musikalisch ganz hübsch illustriert. Sie währe drei unendlich lange Akte und sei doch nur das den Abend ergänzende Füllsel.[31]
  - Marsch aus der Gesangsposse Die fesche Pepi[Digitalisat 2]
- Darah bumdio, Posse mit Gesang in 5 Bildern. Text: Friedrich Rotter[32]
- Der Verwirrungsrath, humoristische Solo-Scene mit Klavierbegleitung Text: Karl Reiberger, Incipit: Ich hab’s, wer hätte das gedacht. Knorr, Leipzig, um 1890 OCLC 256772683[33]
- Rosa-Retty-Walzer für Klavier op. 154, Rosa Retty gewidmet, 1897 von der Musikalienhandlung A. Jungmann und C. Lerch vertrieben[34]
- Impromptu Des-Dur für Klavier op. 171., publiziert bei Jungmann & Lerch, Wien, 1898 Das Stück wurde am 12. März 1903 beim vierten Konzert des Wiener Volks-Symphonie-Orchester-Vereins von der Pianistin Josefine Mareka aufgeführt.[18][35][36]
- So denkt, so fühlt u. so tanzt man heut’. Walzer für Klavier op. 172, publiziert bei Jungmann & Lerch, Wien, 1898[37]
- Valse brillante für Klavier op. 174[38]
- Erzherzog Ferdinand-Carl-Marsch op. 194[39]
- Die Wienerinnen, Walzer. op. 200. Der feschen und echten Wienerin Fräulein Mizzi Schuster zugeeignet. Publiziert im Wiener Musik-Verlagshaus[40] Der Walzer wurde am 17. November 1901 bei einem Streichconcert der Bürgerkorpskapelle Vöcklabruck unter der Leitung von Kapellmeister Franz Schwalm aufgeführt.[41]
- diverse Ouvertüren[2][3]
- Präludio für Orchester[42]

## Digitalisate
1. ↑  Theaterzettel der dritten Aufführung vom 25. Januar 1897 der Gesangsposse „Die fesche Pepi“ als Digitalisat im Österreichischen Staatsarchiv
2. ↑  Marsch aus der Gesangsposse „Die fesche Pepi“ als Digitalisat bei ANNO – AustriaN Newspapers Online